# Villequier-Aumont
Villequier-Aumont é uma comuna francesa na região administrativa de Altos da França, no departamento de Aisne. Estende-se por uma área de 12,34 km². Em 2010 a comuna tinha 675 habitantes (densidade: 54,7 hab./km²).